# Rhus mollis
Rhus mollis là một loài thực vật có hoa trong họ Đào lộn hột. Loài này được Kunth miêu tả khoa học đầu tiên năm 1824.